# Ahn Seung-gyun
Ahn Seung-gyun (en hangul: 안승균; 18 de enero de 1994) es un actor de cine, televisión y teatro musical surcoreano.

## Biografía
Estudió cine en la Universidad Kookmin.

## Carrera
Es miembro de la agencia PF Entertainment (PF엔터테인먼트).
En diciembre del 2016, se unió al elenco recurrente de la serie Solomon's Perjury, donde interpretó a Choi Seung-hyun, un estudiante de la escuela secundaria Jung Gook y miembro de la clase 2-1.
En julio del 2017, se unió al elenco recurrente de la serie School 2017, donde dio vida al estudiante Ahn Jung-il.
En septiembre del mismo año, se unió al elenco recurrente de la serie Andante donde interpretó a Min Gi-hoon, un alegre estudiante que tiene una curiosidad insaciable sobre las personas y los chismes de la escuela.
El 21 de marzo del 2018, se unió al elenco recurrente de la serie Mi señor, donde dio vida a Song Ki-beom, el amigo del personaje interpretado por Lee Ji-an (IU), un hikikomori experto en dispositivos electrónicos.
En noviembre del mismo año, se unió al elenco recurrente de la serie Mama Fairy and the Woodcutter (también conocida como "Tale of Fairy"), donde interpretó a Oh Kyung-shik, un estudiante graduado en la universidad Lee Won, del departamento de biología.
El 21 de octubre del 2019, se unió al elenco recurrente de la serie Catch the Ghost donde dio vida a Kang Soo-ho, un joven oficial de la policía.
El 8 de noviembre del 2019, se unió al elenco principal del drama especial Socialization – Understanding of Dance donde interpretó a Lee Byung-hyun, un joven que se enamora de Han Soo-ji (Shin Do-hyun) a quien conoce durante sus clases de baile.
El 23 de marzo del 2020 se unió al elenco recurrente de la serie 365: Repeat the Year (también conocida como "365: A Year of Defying Fate"), donde dio vida a Go Jae-young, un joven a quien se le da la oportunidad de "reiniciar" su vida retrocediendo en el tiempo exactamente un año atrás, hasta el final de la serie en abril del mismo año.

## Filmografía

### Series de televisión
| Año     | Título                                | Personaje            | Notas                          | Ref.   |
| ------- | ------------------------------------- | -------------------- | ------------------------------ | ------ |
| 2016-17 | Solomon's Perjury                     | Choi Seung-hyun      |                                |        |
| 2017    | Romance Full of Life                  | Colega de So In-sung |                                |        |
| 2017    | Idol Fever                            | Seung Gyun           |                                |        |
| 2017    | School 2017                           | Ahn Jung-il          |                                |        |
| 2017    | If We Were A Season                   | Seo Min-joon         | Drama Special Season 8, 1 ep.  | [ 11 ] |
| 2017-18 | Andante                               | Min Gi-hoon          | 14 episodios                   |        |
| 2018    | My Mister                             | Song Ki-beom         | 11 episodios                   |        |
| 2018    | Thirty But Seventeen                  | Jin Hyun             |                                |        |
| 2018    | Mama Fairy and the Woodcutter         | Oh Kyung-shik        |                                |        |
| 2019    | Haechi                                | Ah Bong              |                                |        |
| 2019    | Catch the Ghost                       | Kang Soo-ho          | 16 episodios                   |        |
| 2019    | Socialization: Understanding of Dance | Lee Byung-hyun       | Drama Special Season 10, 1 ep. | [ 12 ] |
| 2020    | 365: Repeat the Year                  | Go Jae-young         |                                |        |
| 2022    | All of Us Are Dead                    | Lee Jeon-yeong       |                                |        |

### Cine
| Año  | Título                | Personaje   | Ref.   |
| ---- | --------------------- | ----------- | ------ |
| 2016 | Queen of Walking      | Jung Don    |        |
| 2018 | 60 Days of Summer     | Yoon Sung   |        |
| 2022 | Love and Leashes      | Lee Han     |        |
| 2025 | Secret: Untold Melody | Gyeong-bong | [ 13 ] |